# رعد ۵۰۰
موشک رعد ۵۰۰ (موشک چابک و نقطه‌زن رعد ۵۰۰) موشکِ ایرانیِ کوتاه برد با بدنه کامپوزیتی است که بنابر گزارش خبرگزاری اسپوتنیک، در ۲۰ بهمن ۱۳۹۸ از آن رونمایی گردید. «موشک رعد ۵۰۰» از جمله موشک‌های نسل جدید ایرانی است که داری وزنی کمتر از موشک‌های قبلی است. این موشک در قیاس با موشک بالستیکی و دو مرحله ای زمین به زمین فاتح۱۱۰ که بدنه‌اش از جنس فولاد است، دارای نصف وزن آن است، و این در حالی است که باوجود داشتن وزنی کمتر، برد «موشک رعد-۵۰۰»، دویست کیلومتر بیشتر از آن تعبیه شده ‌است.

موشک رعد-۵۰۰  دارای وزنی حدوداً دو تُن است. سر جنگی آن نیز دارای قدرت انفجاری بالا و دقت اصابت این موشک به هدفِ مورد نظر، کمتر از پنج متر است. وزن آن هم در قیاس با موشک فاتح-۱۱۰ به نصف کاهش یافته است. همچنین، این موشکِ بالستیک علاوه بر قسمت بدنه، در قسمت سیستم پیشران هم مجهز به سامانه کامپوزیتی است.